# Stazione meteorologica di Andraz
La stazione meteorologica di Andraz è la stazione meteorologica di riferimento relativa all'omonima località del comune di Livinallongo del Col di Lana.

## Coordinate geografiche
La stazione meteorologica è situata nell'Italia nord-orientale, nel Veneto, in provincia di Belluno, nel comune di Livinallongo del Col di Lana, nella località di Andraz, a 1.520 metri s.l.m. e alle coordinate geografiche 46°29′N 11°59′E.

## Dati climatologici
Secondo i dati medi del trentennio 1961-1990, la temperatura media del mese più freddo, gennaio, si attesta a -3,0 °C, mentre quella del mese più caldo, luglio, è di +14,4 °C .
| Andraz             | Mesi | Mesi | Mesi | Mesi | Mesi | Mesi | Mesi | Mesi | Mesi | Mesi | Mesi | Mesi | Stagioni | Stagioni | Stagioni | Stagioni | Anno |
| Andraz             | Gen  | Feb  | Mar  | Apr  | Mag  | Giu  | Lug  | Ago  | Set  | Ott  | Nov  | Dic  | Inv      | Pri      | Est      | Aut      | Anno |
| ------------------ | ---- | ---- | ---- | ---- | ---- | ---- | ---- | ---- | ---- | ---- | ---- | ---- | -------- | -------- | -------- | -------- | ---- |
| T. max. media (°C) | 1,8  | 3,8  | 6,8  | 10,1 | 13,3 | 17,8 | 20,4 | 19,9 | 17,3 | 11,9 | 6,3  | 2,7  | 2,8      | 10,1     | 19,4     | 11,8     | 11,0 |
| T. min. media (°C) | −7,7 | −6,8 | −4,1 | −0,9 | 3,0  | 6,2  | 8,4  | 8,3  | 6,1  | 1,7  | −2,4 | −5,9 | −6,8     | −0,7     | 7,6      | 1,8      | 0,5  |